# Curley Culp
Curley Culp (Yuma, 10 de março de 1946 – 27 de novembro de 2021) foi um jogador profissional de futebol americano estadunidense.

## Carreira
Culp conquistou a Super Bowl IV, jogando pelo Kansas City Chiefs.

## Pós-carreira e morte
Culp foi introduzido ao Pro Football Hall of Fame em 2013. Morreu em 27 de novembro de 2021, aos 75 anos de idade.